# 6183 Viscome
6183 Viscome là một tiểu hành tinh vành đai chính với chu kỳ quỹ đạo là 1279.8188914 ngày (3.50 năm).
Tiểu hành tinh này được phát hiện ngày 16 tháng 9, năm 1987 và nó được đặt theo tên của nhà thiên văn học Hoa Kỳ George R. Viscome.